# 中國國民黨中央農工部
中国国民党中央执行委员会農工部，简称“国民党中央农工部”，是1945年中国国民党中央执行委员会设立的指导全国农民工人运动的中央机关。

## 历史
1945年5月召开的中國國民黨第六次全國代表大會，决定设立中央农工部作为劳工运动的领导机构。部长马超俊，副部长葛武棨。